# Convent de Santa Reparada
El Convent de Santa Reparada fou edifici religiós al municipi de Begur (Baix Empordà).

## Arquitectura
El conjunt edificat del convent és gran i complex. Diferents cossos d'edificació, de planta i dos pisos s'estructuren a l'entorn d'un pati. En sobresurt una torre de planta rectangular.
A l'interior, amb llargs passadissos i nombroses habitacions i cel·les, hi destaquen les voltes de llunetes. L'església és al sector de migdia. És d'una nau, també coberta amb voltes de llunetes. La façana de ponent és coronada per una petita espadanya. Sobre la llinda de la portada, en un carreu, hi ha gravada la data 1730 junt a un baix relleu en forma de sol i la paraula «CHARITAS». Els murs, de pedres i morter, tenen acabats d'arrebossat amb motlluratge.
Una tanca, del segle xix, clou el conjunt edificat i les feixes d'horta situades al seu costat on, a tocar l'església, hi ha la font d'aigua abundosa que explica la fundació del lloc de culte i cenobi en aquest indret.

## Història
La capella o domus de santa Reparada ja és citada l'any 889 en un precepte del rei Odó I de França donant a Orleans a favor de l'abat Saborell del monestir de Sant Pau de Fontclara, en el qual es confirma la possessió del territori que aquest cenobi tenia en aquesta rodalia.
L'any 1689 la universitat de Begur cedí aquest lloc a l'Orde dels Mínims o de Sant Francesc de Paula, que hi establí una comunitat l'any següent; hi perdurà fins a la desamortització del 1835. Els frares hi retornaren els anys 1930-31, però abandonaren el lloc al cap de poc temps. Al segle xviii hi hagué enfrontaments entre els partidaris dels frares -els "/anticoners"- i els de la parròquia -"els nous "-. L'any 1777 el papa Pius concedí el trasllat a Begur de les relíquies de santa Reparada, que arribaren per mar, a sa Tuna, i foren portades amb gran solemnitat, a l'església parroquial de Sant Pere de Begur i no pas al convent.
Hi ha una llegenda popular sobre la imatge de la màrtir. Hom diu que la portaven uns navegants, els quals en trobar-se en mig d'un temporal prometeren aixecar una capella on trobessin refugi. Aquest lloc fou la cala de sa Riera. Una força miraculosa els impedí endur-se'n la imatge de la capella que hi bastiren.